# امامزاده اسماعیل (همدان)
امامزاده اسماعیل در محوطهٔ گورستان قدیمی همدان در انتهای خیابان باباطاهر قرار دارد. این امامزاده با نقشهٔ مربع شکل به ابعاد هشت در هشت متر ساخته شده و گنبد نسبتاً موزونی بر فراز آن قرار دارد. در ضلع غربی آن برجستگی محدبی به صورت نیم استوانه وجود دارد که به دلیل وجود طاق نما و صفه است که در داخل بنا وجود دارد. لوحه‌ای از سنگ مرمر در بالای در ورودی نصب شده‌است. 
درقسمت مثلت شکل بالای این لوح رقم ۱۱۳۵ و کلمات یا فتاح یا غفور به خط نستعلیق برجسته خوش‌نویسی شده‌است. در حاشیه در ورودی گچبری گل ستاره و اشکال هندسی گچی نقش‌شده و در بالای این حاشیه مقرنس کاری یا قطاربندی با گچ تزیین شده‌است. تنها تزئین داخل حرم حاشیه‌ای به خط کوفی بنایی به رنگ قرمز بر زمینهٔ سفید است که آیه آیت الکرسی را بر آن نقاشی کرده‌اند. نسبت امامزداده به اظهارات اهالی به اولاد موسی بن جعفر می‌رسد.
از لوحه رقم ۱۱۳۵ که دارای پنج بیت شعر است، چنین بر می آید که شاه سلطان حسین صفوی از سلطنت کناره نموده و محمود افغان بر ایران تسلط یافت و مردم این سرزمین در نقاط مختلف کشور خود دچار غارت و کشتار گردیده و اشعاری که یافت شده هم نمونهٔ آن چنین اوضاعی را در آن هنگام در شهر همدان می‌رساند.